# Eduardo Ganoza y Ganoza
Eduardo Luis Ganoza y Ganoza (Trujillo, 21 de noviembre de 1881 - Lima, 25 de enero de 1974) fue un político y empresario peruano.

## Biografía
Nació el 21 de noviembre de 1881 en Trujillo, hijo de Ricardo Ganoza Calogne y Manuela Rosa Ganoza Cabero. Su abuelo materno fue José Félix Ganoza y Orbegoso.
Se casó con Mercedes de la Torre Collard en 1915, con quien tuvo 4 hijos. Entre sus nietos se encuentran Alberto Benavides Ganoza y el empresario minero Roque Benavides Ganoza.
Fue segundo vicepresidente del Perú entre 1945 y 1948 durante el gobierno del presidente José Luis Bustamante y Rivero.
Falleció el 25 de enero de 1974 en Lima a los 92 años de edad.
- Datos: Q28930382